# Памятник Канту (Калининград)
Памятник Канту — памятник немецкому философу Иммануилу Канту, установленный на его родине в Кёнигсберге (нынешнем Калининграде).

## Оригинальный памятник
Бронзовая скульптура Канта была создана в Берлине по проекту скульптора Христиана Даниэля Рауха в 1857 году, однако открытие памятника в Кёнигсберге состоялось не сразу из-за финансовых трудностей, поскольку денег, собранных жителями города на установку памятника, оказалось недостаточно. Недостающую сумму удалось собрать благодаря Карлу Розенкранцу (нем. Karl Rosenkranz), автору книги «Кёнигсберг и современное градостроительство» (нем. Königsberg und der moderne Stadtbau). Гонорар за эту книгу он пожертвовал на установку памятника.
В 1864 году памятник был установлен на улице Принцессиненштрассе (нем. Prinzessinnenstraße, ныне не существует, находилась в районе нынешнего Ленинского проспекта рядом с гостиницей «Калининград»). Открытие памятника состоялось в день шестидесятилетия со дня смерти философа. В 1884 году памятник перенесли на Парадеплатц перед зданием Кёнигсбергского университета (нем. Paradeplatz, ныне — сквер перед зданием Балтийского федерального университета).
Памятник бесследно исчез во время Второй Мировой войны. Однако его постамент сохранился, и после войны он был использован для памятника Тельману, установленному на улице Тельмана.

## Воссоздание памятника
Памятник был воссоздан в 1992 году, при этом важную роль сыграла инициатива графини Марион Дёнгоф — немецкой журналистки, уроженки Восточной Пруссии. Воссозданный скульптором Харальдом Хааке (нем. Harald Haacke) по сохранившейся модели памятник был открыт 27 июня 1992 года в сквере перед зданием университета, то есть рядом с тем местом, где с 1884 года стоял оригинал памятника.

## Галерея

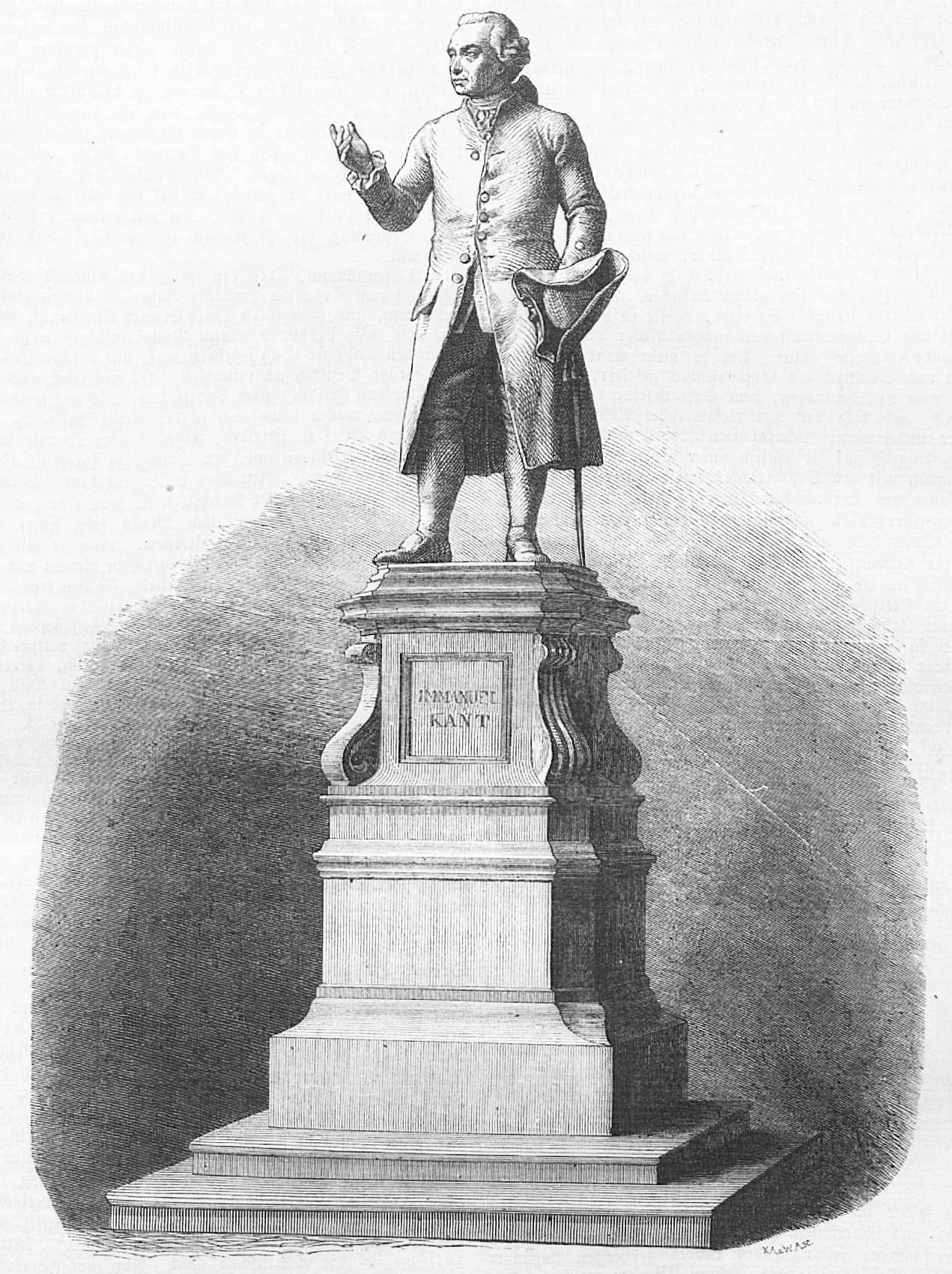
Рисунок из журнала Die Gartenlaube, 1858 год
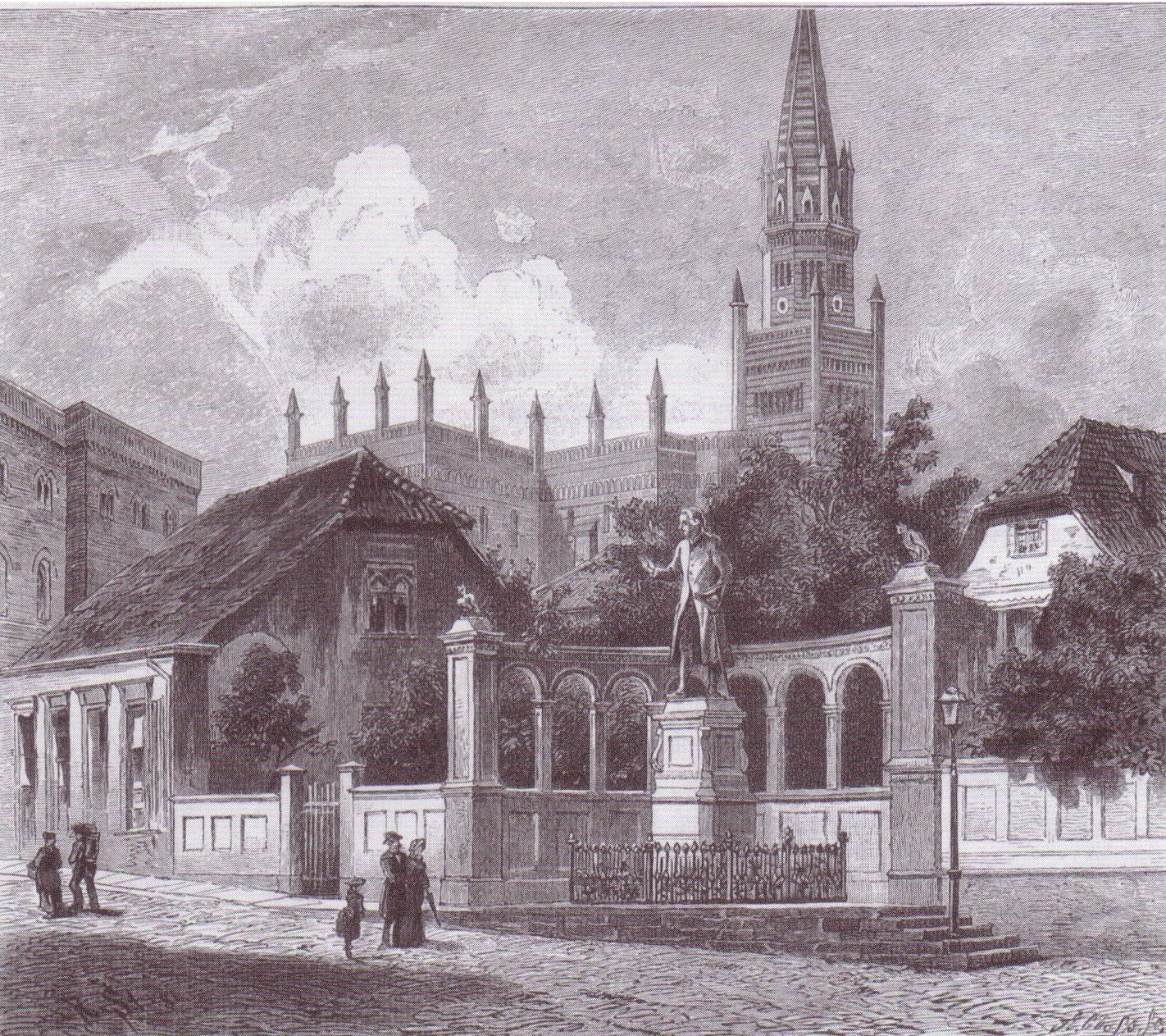
Памятник на Парадеплатц перед университетом
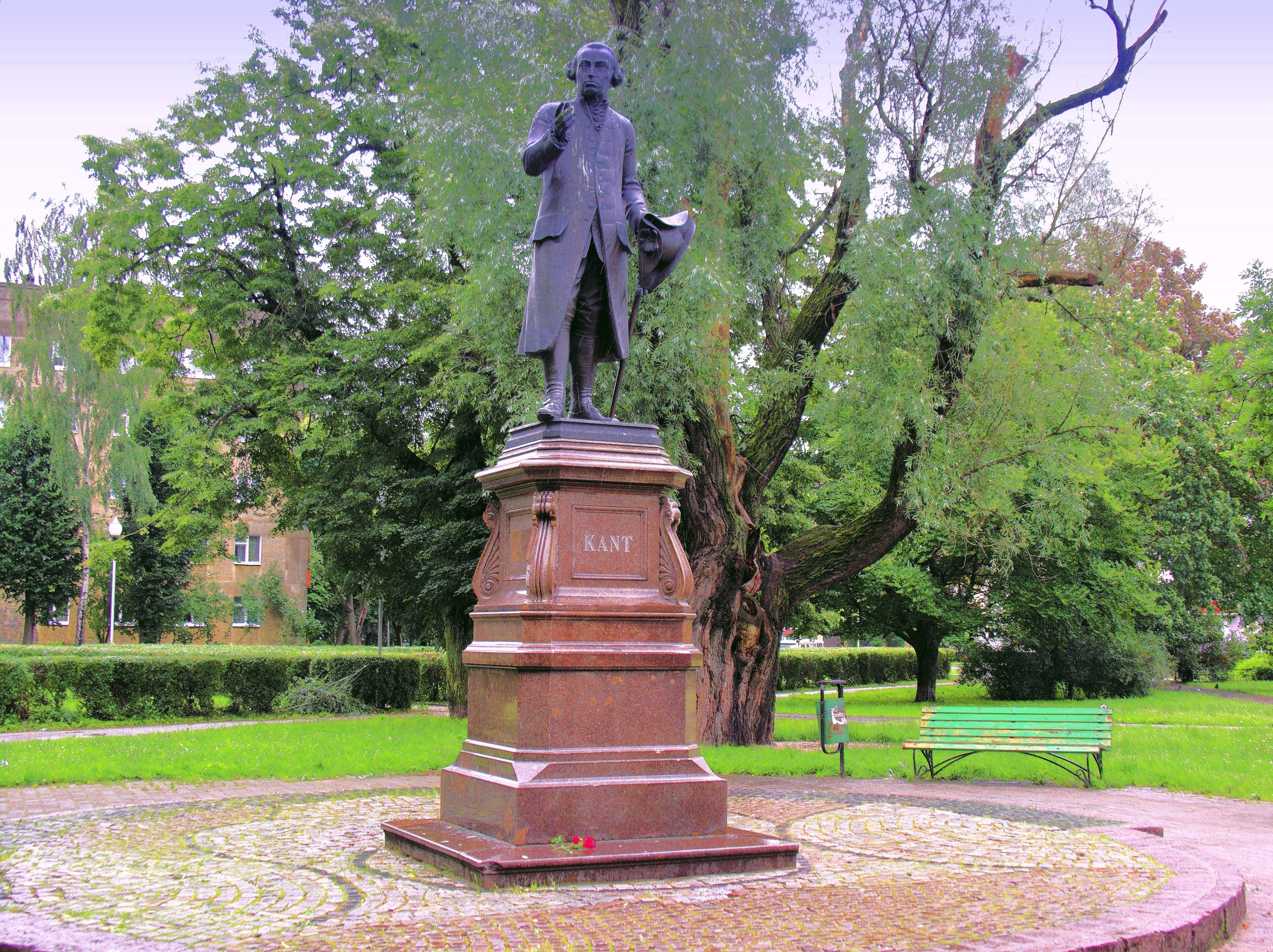
Воссозданный памятник
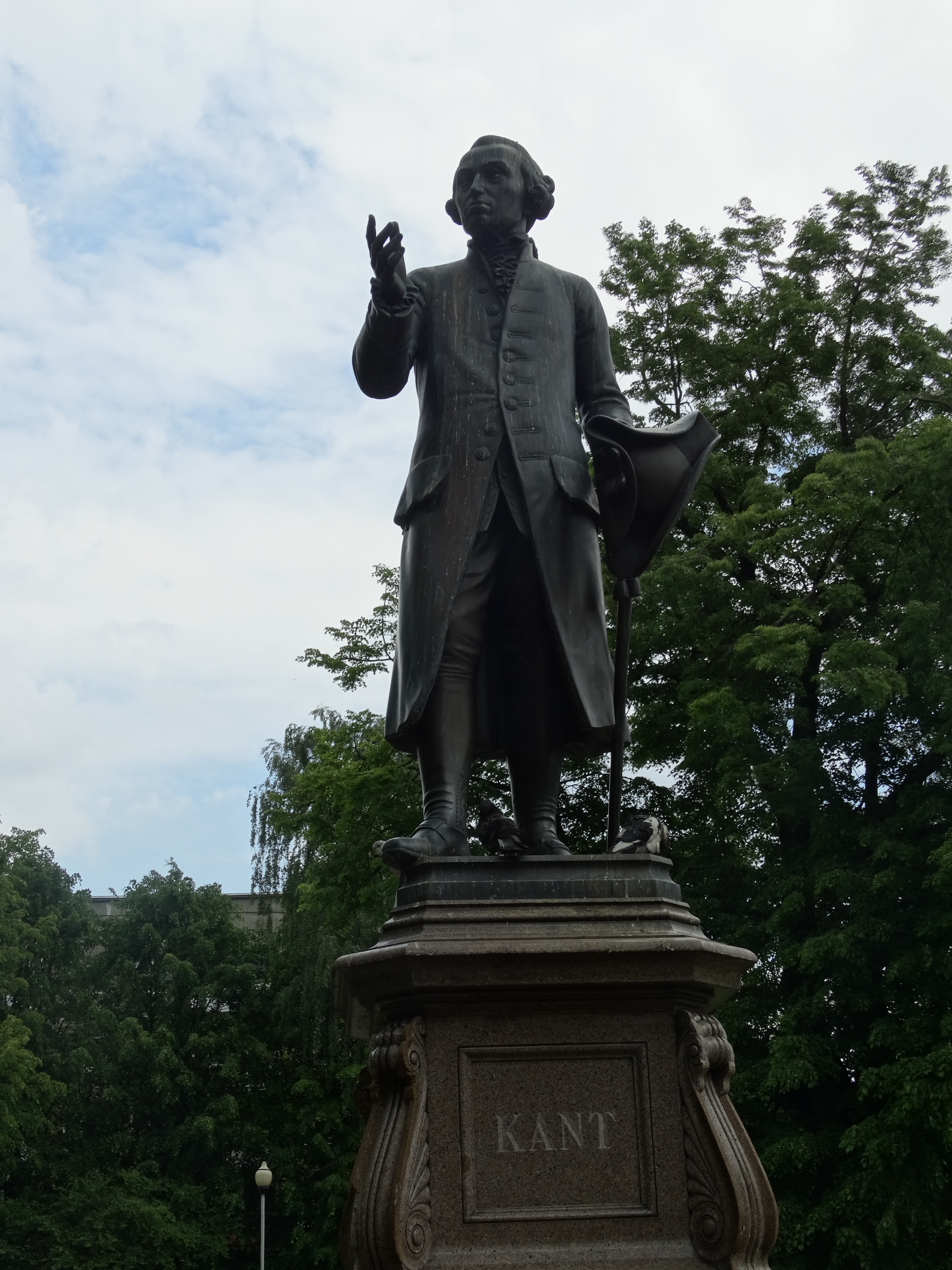